# Harbor (Oregón)
Harbor es un lugar designado por el censo ubicado en el condado de Curry en el estado estadounidense de Oregón. En el censo del año 2010 tenía una población de 2321 habitantes.

## Geografía
Harbor se encuentra ubicada en las coordenadas 42°2′27″N 124°15′13″O / 42.04083, -124.25361.

## Demografía
Según la Oficina del Censo en 2000 los ingresos medios por hogar en la localidad eran de $22,829, y los ingresos medios por familia eran $30,171. Los hombres tenían unos ingresos medios de $23,295 frente a los $21,692 para las mujeres. La renta per cápita para la localidad era de $16,318. Alrededor del 14.8% de la población estaban por debajo del umbral de pobreza.